# Alexander Ernemann
Alexander Ernemann (* 3. Juni 1878 in Dresden; † 14. Oktober 1956 in Stuttgart; vollständiger Name: Carl Heinrich Alexander Ernemann) war ein deutscher Unternehmer, Techniker und Konstrukteur von Kinogeräten. Er war der Sohn von Heinrich Ernemann.

## Biografie
Nach Abschluss der Oberrealschule arbeitete Ernemann von 1893 bis 1895 in einer Dresdner Werkzeugmaschinenfabrik, bevor er an die Höhere Gewerbeschule nach Chemnitz ging. Im Anschluss nahm er 1898 eine Stelle in Berlin bei der AEG an. Bei zwei Aufenthalten in den USA, wo er bei der Westinghouse Electric Corporation und der Western Electric Company arbeitete, lernte er die seinerzeit als fortschrittlich geltende nordamerikanische Industrie kennen. 1904 kehrte er in den Betrieb des Vaters zurück und organisierte die Betriebsabläufe neu. In dieser Zeit entstand Ernemanns besonderes Interesse für die Kinematografie. Sein großer Wurf wurde der Imperator, der erste aus Stahl gefertigte Kinoprojektor, der weltweite Verbreitung erfuhr und sicher auch einer der meist kopierten Kinoprojektoren war. Bis 1921 wurden in Dresden von diesem Modell 10.000 Stück gebaut. Mit der Fusion der Ernemann AG und anderer Betriebe zur Zeiss Ikon AG 1926 erhielt Alexander Ernemann einen Direktorenposten im neuen Unternehmen. Sein Wirkungsfeld blieb weiterhin der Projektorenbau. Er entwickelte den ersten wassergekühlten 35-mm-Projektor. 
Der "Stahlhelm-Mann" Alexander Ernemann war seit 1933 Mitglied der NSDAP und stieg später bis zum Wehrwirtschaftsführer auf, was die Kommission zur Vorbereitung des Volksentscheides zur Enteignung von Naziverbrechern im April 1946 feststellte und als Begründung für die Einordnung des Dresdner Zeiss-Ikon-Werkes in die Sequestrierungsliste C vorbrachte. Damit wurde ihm auch ein Anteil an der Umgestaltung des Werkes zum Rüstungslieferanten, zur Beschäftigung von 895 KZ-Häftlingen, ca. 300 Juden und 60 Kriegsgefangenen zur Last gelegt. Mit Ende des Zweiten Weltkrieges war Ernemann aus Dresden geflohen und in Stuttgart Geschäftsführer des Contessa-Werks von Zeiss Ikon geworden. Anschließend baute er in Kiel bei Anschütz Kinoprojektoren, die weiterhin den Namen Ernemann trugen.

## Ehrungen
Aufgrund seiner Leistungen auf dem Gebiet der Kinematografie wurde Alexander Ernemann 1937 die Oskar-Messter-Medaille der Deutschen Kinetechnischen Gesellschaft verliehen. 1951 wurde er zum Ehrensenator der Technischen Hochschule Stuttgart ernannt. Zu seinem 75. Geburtstag 1953 erhielt Ernemann die Ehrendoktorwürde der Universität Kiel. Ernemann war Träger des Großen Verdienstkreuzes des Verdienstordens der Bundesrepublik Deutschland. 1956, kurz vor seinem Tod, wurde er Ehrenmitglied der „Society of Motion Picture and Television Engineers“.